# Diecezja Nottingham
Diecezja Nottingham – diecezja Kościoła rzymskokatolickiego we wschodniej Anglii, w metropolii westminsterskiej. Powstała 29 września 1850 roku, jako jedna z 12 diecezji utworzonych wówczas przez papieża Piusa IX w ramach reformy administracyjnej Kościoła w Anglii i Walii. Obecne granice uzyskała w 1980 roku. Siedzibą biskupów jest Nottingham. 

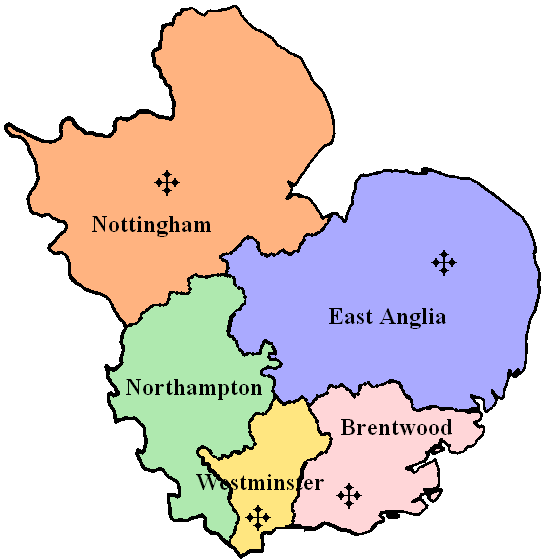
Diecezja na mapie metropolii (zaznaczona na czerwono)